# شناكنبورغ
اشناكنبرغ (بالألمانية: Schnackenburg) هي بلدة ألمانية تقع في ألمانيا في سكسونيا السفلى. يقدر عدد سكانها بـ 577 نسمة .